# ناریندر گهلوت
ناریندر گهلوت (انگلیسی: Narender Gahlot؛ زادهٔ ۲۴ آوریل ۲۰۰۱) بازیکن فوتبال است.
از باشگاه‌هایی که در آن بازی کرده‌است می‌توان به باشگاه فوتبال جمشیدپور اشاره کرد.
وی همچنین در تیم‌های ملی فوتبال زیر ۱۷ سال، زیر ۲۰ سال، زیر ۲۳ سال و بزرگسالان هند بازی کرده‌است.